# Round Hill (Loudoun County, Virginia)
Round Hill ist eine Kleinstadt im Loudoun County im Norden des US-amerikanischen Bundesstaates Virginia. Das U.S. Census Bureau hat bei der Volkszählung 2020 eine Einwohnerzahl von 693 ermittelt.

## Geschichte
Es ist bekannt, dass sich erste Siedler um 1730 in der damals Woodgrove genannten Gemeinde ansiedelten. 1875 wurde die Washington and Old Dominion Railroad bis Round Hill erweitert, und somit wurde Round Hill ein populäres Ausflugsziel. Die Round Hill Methodist Church wurde 1889 eröffnet, einige Jahre später, im Jahr 1905, wurde die Baptist Church eröffnet. 
1900 wurde die Stadt eingemeindet. Ein Jahr darauf wurden die Straßen in Round Hill benannt und erste Steuern eingehoben, sie betrugen damals 50 Cent pro Kopf. 1907 eröffnete die Citizens Bank, die jedoch drei Jahre später wieder schließen musste. Eine weitere Bank öffnete 1923. 1919 wurde elektrische Straßenbeleuchtung eingeführt. 
Im Jahr 2000 feierte Round Hill das 100-jährige Bestehen als Stadt.

## Städtepartnerschaften
- Velence (Ungarn) seit 1998